# Epichlorops glaphyrus
Epichlorops glaphyrus är en tvåvingeart som beskrevs av Wheeler 1994. Epichlorops glaphyrus ingår i släktet Epichlorops och familjen fritflugor.
Artens utbredningsområde är Idaho. Inga underarter finns listade i Catalogue of Life.